# أريستوبولو إستوريز
أريستوبولو إستوريز (20 ديسمبر 1946 - 27 أبريل 2021) سياسي وأكاديمي فنزويلي. شغل منصب نائب رئيس الجمعية التأسيسية لفنزويلا في أغسطس 2017، كما شغل منصب نائب رئيس فنزويلا من يناير 2016 إلى يناير 2017.

## الحياة و الوظيفة
كان أستاذاً في مركز دراسات التنمية التابع لجامعة فنزويلا المركزية. انتخب لعضوية البرلمان عدة مرات ممثلاً للمقاطعة الفيدرالية (الآن منطقة العاصمة)، قبل الانضمام إلى القضية الراديكالية في عام 1986. تم انتخابه عمدة لبلدية ليبرتادور في كاراكاس في 6 ديسمبر 1992، وخدم في هذا المنصب حتى 2 يناير 1996. بعد انتهاء فترة ولايته كرئيس للبلدية (بعد أن خسر محاولة إعادة انتخابه لأنطونيو ليديزما)، أصبح مقدم مشارك لبرنامج غلوبوفيجون.
في عام 1997 شارك مع بعض أعضاء القضية الراديكالية السابقين في تأسيس الوطن للجميع، والتي قررت في الانتخابات الرئاسية لعام 1998 دعم هوغو شافيز. بين عامي 2001 و2007 شغل منصب وزير التربية والتعليم في حكومة شافيز. في عام 2008 كان إستوريز مرشح التحالف الوطني الموالي لشافيز لمنصب عمدة كاراكاس، وهُزم بفارق ضئيل.
كان رئيسًا لجمعية المعلمين الفنزويلية سوما لبعض الوقت.
في الانتخابات 2012 الإقليمية تم انتخابه حاكمًا لأنزواتيغوي.
في 6 يناير 2016 عينه الرئيس نيكولاس مادورو إستوريز نائبا لرئيس فنزويلا. وبقي في منصبه لمدة عام، حتى تم تعيين طارق العيسمي خلفًا له في 4 يناير 2017.
في أكتوبر 2017 ترشح إستوريس مرة أخرى لمنصب حاكم أنزواتيغوي. خسر أمام المرشح أنطونيو باريتو سيرا.